# バロンiドール杯
バロンiドール杯（バロンアイドールカップ）は、サッカーゲームキング編集部およびバロンiドール杯実行委員会主催の芸能人女子フットサルリーグである。フットサルの試合だけではなく、サッカーゲームでの勝敗も加算され、リーグ戦の全体優勝が決定。第1回優勝チームにはサッカーゲームキング表紙登場権が与えられた。

## 概要
2016年12月、アイドル対抗フットサルリーグ「バロンiドール杯」発足。初年度は4グループ参加。第1節は翌年1月21日にキャプテン翼スタジアム横浜本町にて行われた。
毎号女性タレントを表紙にしているサッカーゲームキングが、アイドルとフットサル、そしてサッカーゲームという別々の文化圏にシナジー効果を起こすため、ファン参加型イベントとして発足。近年5人組以上のアイドルグループが多いことに加え、サッカーゲームキング編集部の属するフロムワンがフットサル施設「キャプテン翼スタジアム」4施設を有することも決め手となった。
チームはアイドルグループ単一での参加が原則であるが、初年度は愛乙女☆DOLLが稼働人数不足のためリーグ途中からサッカー経験者を含む追加メンバーを加え「FCアークジュエル」にチーム名も変更。妄想キャリブレーションも同じ事務所からメンバーを加えるなど、柔軟に対応している。
1stシーズンは第1節から第6節までの勝敗ポイントでリーグ戦を争い、最終節ではチャンピオンシップ形式のフットサルトーナメントで優勝を決定。ファンを招いてのフットサル練習会も行った。元なでしこジャパンの永里亜紗乃は「皆さんが一緒になってつくっている素晴らしいイベント。サッカー関係者としてとても嬉しいです」とコメントを寄せている。
2017年11月7日、バロンiドール杯実行委員会が組織され、8チーム参加に拡大し2ndシーズン開幕。2018年6月に最終節を行い、妄想キャリブレーションが2年連続優勝。

## 名前の由来
サッカー専門誌「フランス・フットボール」の設立した「バロンドール賞」と「アイドル」を掛け合わせた。

## テレビ中継
フットサルの試合を中心に2017年3月から不定期でCSテレ朝チャンネルが放送。実況：田畑祐一（テレビ朝日）、解説：ヒデ（ペナルティ）。

## 参加チーム
| シーズン               | 優勝                   | 準優勝                              | その他参加チーム                                                                                  | 優勝決定開場                |
| ---------------------- | ---------------------- | ----------------------------------- | ------------------------------------------------------------------------------------------------- | --------------------------- |
| 1stシーズン （2017年） | 妄想キャリブレーション | 虹のコンキスタドール                | ベボガ!（虹のコンキスタドール黄組） FCアークジュエル                                              | 豊洲PIT横MIFA Football Park |
| 2ndシーズン （2018年） | 妄想キャリブレーション | ベボガ!（虹のコンキスタドール黄組） | 虹のコンキスタドール 愛乙女☆DOLL Chu☆Oh!Dolly UP-IN ディアステージ 26時のマスカレイド 天晴れ!原宿 | キャプテン翼スタジアム戸田  |

## その他
- 大会を通じ、的場華鈴、大和明桜（ともに虹のコンキスタドール）の2名がサッカーキング・高校女子選手権特集サポーターに就任した[13]。